# Kimberly Baldwin
Kimberly Baldwin, née Bruckner le 19 juin 1970 à Chicago, est une coureuse cycliste professionnelle américaine. Elle se marie au cycliste Chris Baldwin en octobre 2003. Spécialiste du contre-la-montre et de la montagne, Kimberly Baldwin obtient un titre de championne des États-Unis sur route et trois en contre-la-montre. Elle a également remporté de nombreuses courses à étapes aux États-Unis comme le Tour of the Gila, la Cascade Cycling Classic ou le Tour de Snowy.

## Jeunesse et études
Kimberly Bruckner nait à Chicago, mais grandit dans le Wisconsin à Shawano. Sa famille pratique beaucoup de sport pendant leurs vacances, notamment dans le Colorado. Elle étudie l'économie et le français à l'université de Valparaiso jusqu'au Bachelor, puis elle passe un master en International Environmental Policy à l'université de Denver. À partir du lycée et durant ses études, elle pratique le cross-country et le triathlon et a une préférence pour la course à pied. Une fois ses études finies, elle emménage à Boulder en 1994 et continue de courir. En 1998, son frère Andy, triathlète professionnel, la rejoint à Boulder. Cette année-là, elle commence à participer à des courses cyclistes dans le Colorado en parallèle de la course à pied. Elle pratique également le duathlon. À la fin de l'année, elle court la Killington Stage Race et y réalise de bonnes prestations. Elle s'engage alors chez Cox Antlanta qui devient Autotrader.com en 2000. Alors qu'elle pense continuer à la fois le duathlon et le cyclisme, le camp d'entraînement avec l'équipe Saturn la convainc d'arrêter la course à pied en 2001. Elle apprécie la randonnée en montagne,,
.

## Carrière professionnelle

### 2002

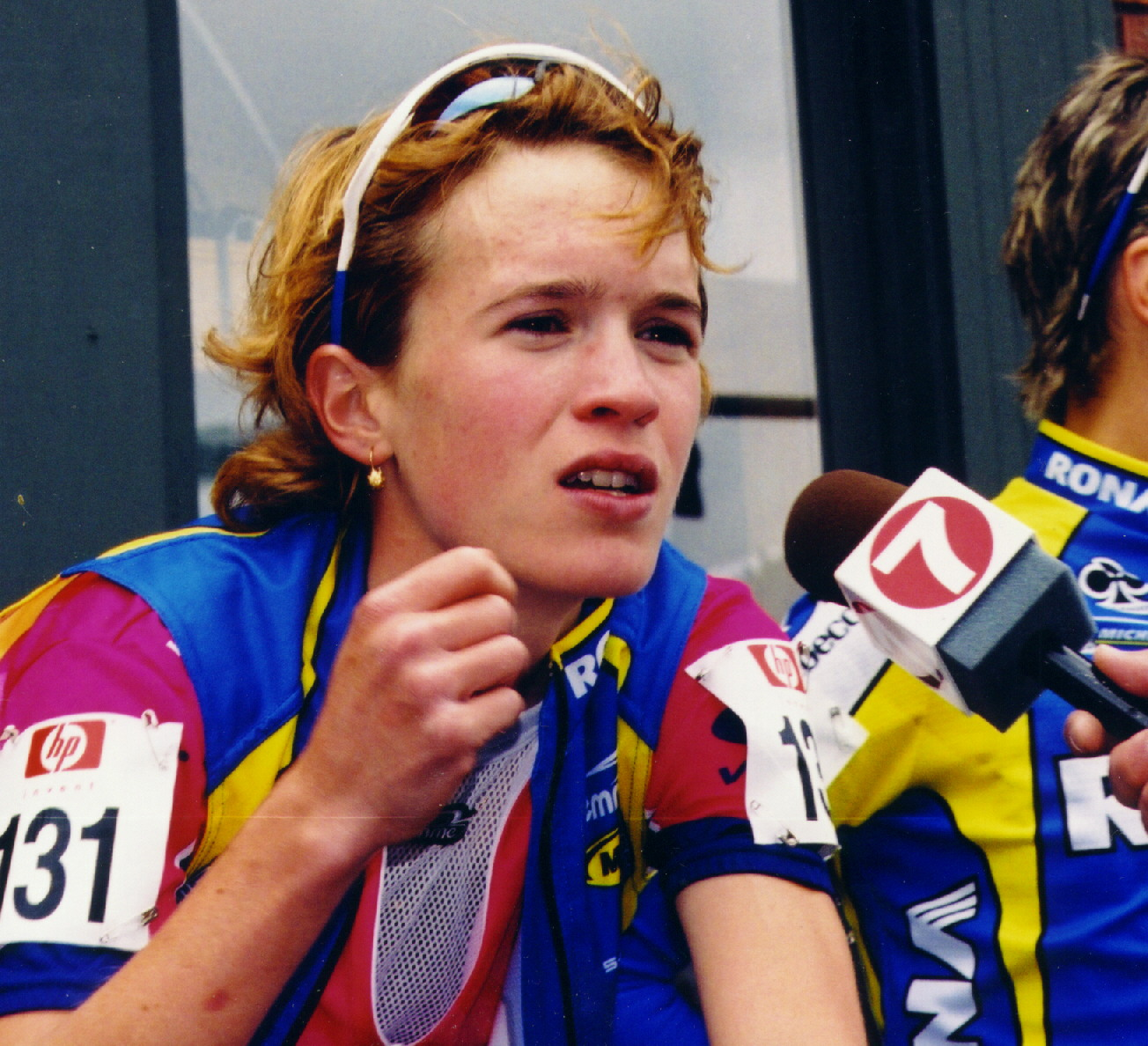
Genevieve Jeanson est l'une de ses principales adversaires sur les courses à étapes américaines

Le Tour of the Gila commence par un contre-la-montre où Kimberly est deuxième derrière Geneviève Jeanson. Sur l'étape suivante, elle est également . Sur le critérium de la troisième étape, elle est cinquième. Elle est finalement deuxième du Tour à plus de onze minutes de la vainqueur.
Lors de la deuxième étape du Women's Challenge, elle part en échappée avec trois autres coéquipières et termine sixième. Sa coéquipière Anna Millward prend la tête du classement général. Le lendemain, elle est deuxième du contre-la-montre une seconde derrière Judith Arndt et devient également deuxième du classement général. Elle perd du temps dans la cinquième étape et devient troisième du classement général. Sur l'étape suivante, l'équipe Saturn utilise le vent pour former une bordure. Après un gros travail de l'équipe, Arndt et Bruckner se retrouve à deux puis Bruckner laisse partir Arndt à sept kilomètres du but. Elle est deuxième de l'étape. Judith Arndt est première du classement général. Les dernières étapes ne modifient pas le classement général.
En juillet, elle gagne le titre de championne des États-Unis contre-la-montre. À la Cascade Cycling Classic, Kimberly Bruckner gagne les deux premières étapes. Elle termine deuxième de la dernière étape et s'impose au classement général final. 
En août, elle participe à la Grande Boucle qui se dispute cette année-là en quatorze étapes. Elle est sixième du contre-la-montre individuel de la cinquième étape. Dans la sixième étape, elle part dans un groupe de contre de douze coureuses afin de protéger le maillot de leader de Judith Arndt. Elle termine troisième de l'étape et remonte à la même place au classement général. Le lendemain, dans l'étape arrivant à Courchevel, elle perd plus de quatorze minutes sur la vainqueur d'étape Edita Pučinskaitė. Elle termine finalement la course à la dixième place.
Elle est sélectionnée pour les championnats du monde. Elle termine seizième du contre-la-montre.
L'équipe Saturn termine à la première place de la coupe du monde, aussi bien individuellement que par équipe, et du classement UCI. Kimberly Baldwin parle d'une expérience inoubliable.

### 2003

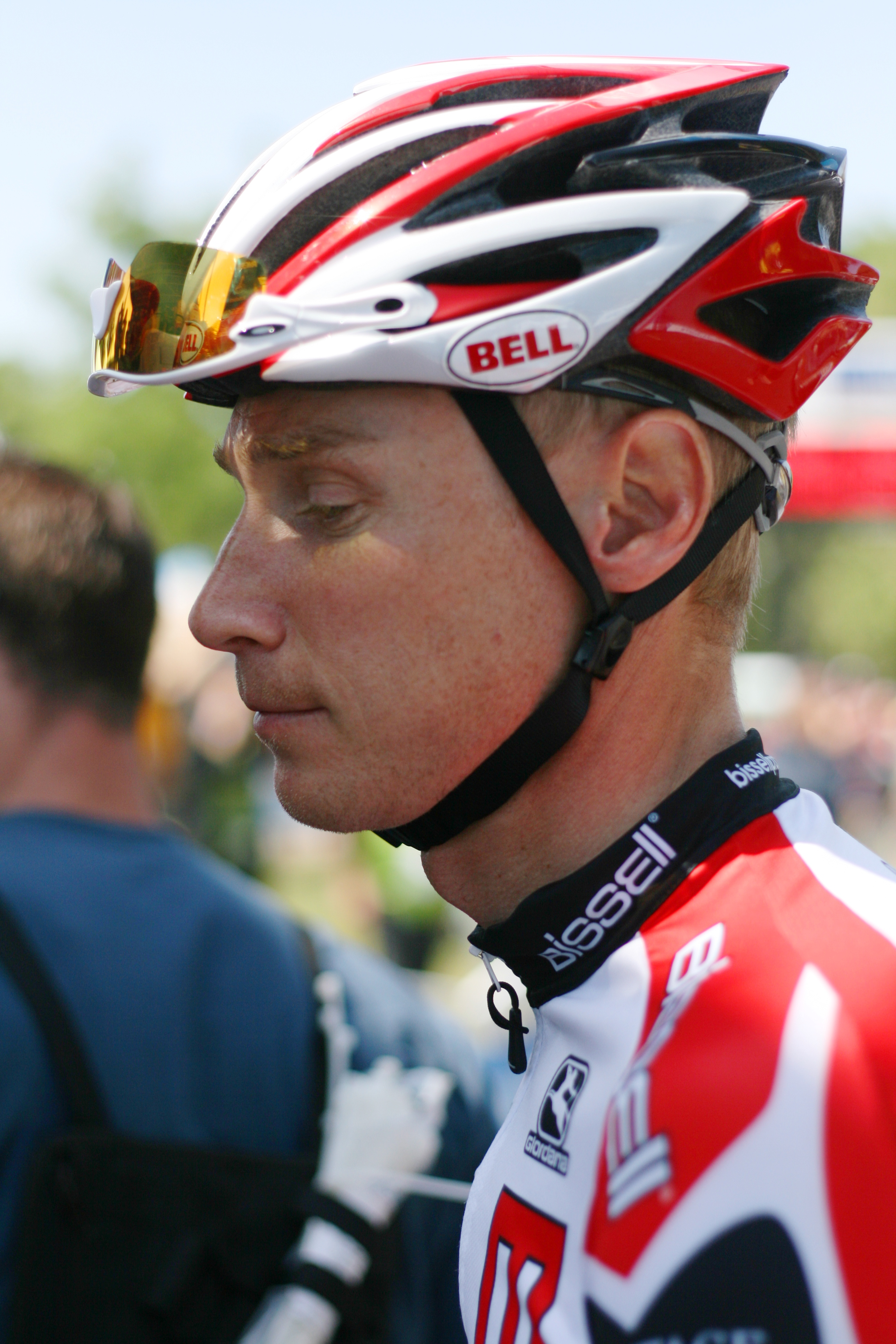
Kimberly épouse Chris Baldwin en octobre 2003

En 2003, elle rejoint l'équipe T-Mobile qui vient d'être formée alors qu'elle avait un accord pour prolonger avec l'équipe Saturn. Le fait que seule deux coureuses de l'équipe 2002 restent dans l'équipe l'a motivé à partir. Cela cause une brouille avec l'équipe qui lui livre son vélo de contre-la-montre la veille des mondiaux
Elle participe fin mars à la Solano Bicycle Classic. Elle gagne la première étape en partant dans la dernière ascension et en laissant Lyne Bessette, sa première poursuivante, quarante-six secondes derrière. Le lendemain, elle remporte le contre-la-montre avec 1 minute 39 d'avance sur seulement un peu plus de douze kilomètres. Elle gagne finalement le classement général final.
Sur le prologue de la Redlands Bicycle Classic, Kimberly Bruckner prend la deuxième place. Au classement général final, elle est quatrième.
Sur la Sea Otter Classic, Kimberly Bruckner est deuxième du contre-la-montre de la deuxième étape. Au classement général, Kimberly Bruckner termine cinquième.
Kimberly Bruckner est cinquième du contre-la-montre de la deuxième étape du Gracia Orlova. Elle termine à la sixième place du classement général final. Elle est sixième de la Liberty Classic.
Elle remporte le titre de championne des États-Unis contre-la-montre. Sur l'épreuve en ligne, elle est troisième derrière deux de ses coéquipières. Au Tour de Thuringe, elle gagne la dernière étape en plaçant une attaque solitaire à  23 km du but. Elle gagne également les jeux panaméricains contre-la-montre.
Bruckner se fait enlever une boule à la cheville fin août. Le diagnostic montre que la partie est cancéreuse. Des examens approfondis confirment toutefois que le cancer est localisé. Elle a une seconde opération pour enlever toute trace de cellules cancéreuses. Durant sa convalescence, elle reçoit un appel de soutien de Lance Armstrong,.
Elle se marie au cycliste Chris Baldwin le 17 octobre 2003,.

### 2004

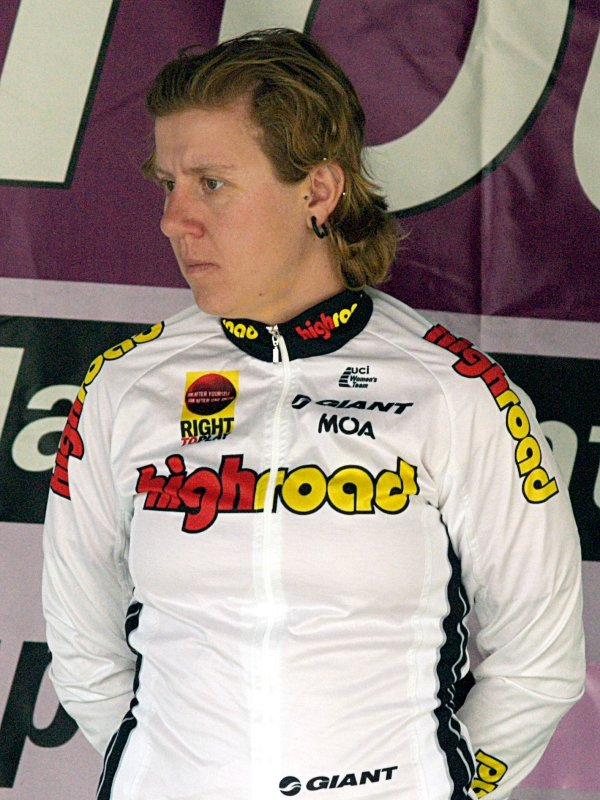
Ina-Yoko Teutenberg est coéquipière de Kimberly de 2001 à 2006

En mai, elle participe au Tour de l'Aude. Sur le deuxième contre-la-montre de l'épreuve, elle termine deuxième et prend la deuxième place du classement général. Kimberly Bruckner termine le tour à la troisième du classement général,.
En cette année olympique, elle termine cinquième d'un championnat des États-Unis de contre-la-montre au niveau très dense .
Elle est sélectionnée pour les championnats du monde en ligne par l'équipe nationale américaine. 

### 2005
À la Redlands Bicycle Classic, sur la première étape, qui s'est résumée à une course de côte, Kimberly Baldwin est deuxième. Kimberly Baldwin est troisième du classement général final,.
Au Tour of the Gila, elle est deuxième du contre-la-montre de la première étape. Elle gagne ensuite la deuxième étape avec plus d'une minute d'avance, ce qui lui permet d'endosser le maillot de leader. Elle est cinquième de la troisième étape, gagne la dernière étape et par la même occasion le Tour,. 

### 2006
En 2006, elle est sélectionnée pour les championnats du monde. Elle décide de s'arrêter directement après,.

## Profil
Kimberly Bruckner est une coureuse à la fois douée dans les ascensions et en contre-la-montre. En 2003, elle ne souhaite pas privilégier un des deux domaines afin de pouvoir jouer les premiers rôles au classement général des courses à étapes.

## Relation dans le peloton
En 2003, elle se dit être amie avec Kristin Armstrong.

## Palmarès
| - 1999 - Tour of the Gila - Classement général - 1re et 2e étapes - 2000 - Mount Evans Hill Climb - 3e étape du Tour of the Gila - 3e du Tour of the Gila - 2001 - Championne des États-Unis sur route - Championne des États-Unis contre-la-montre - Tour de Suisse - Tour de Snowy - 2e de la Redlands Bicycle Classic - 2e du Tour of the Gila - 2002 - Championne des États-Unis contre-la-montre - Cascade Cycling Classic : - Classement général - 1re et 2e étapes - Mount Evans Hill Climb - 2e étape de la Solano Bicycle Classic - 2e du Tour of the Gila - 2e de la Sea Otter Classic - 3e du Women's Challenge - 3e de la Solano Bicycle Classic - 10e de la Grande Boucle | - 2003 - Championne des États-Unis du contre-la-montre - Championnat panaméricain du contre-la-montre - Solano Bicycle Classic - Classement général - 1re et 2e étapes - 7e étape du Tour de Thuringe - 2004 - 3e du Tour de l'Aude - 2005 - Tour of the Gila - Classement général - 2e et 5e étapes - 2e de la Valley of the Sun Stage Race - 3e de la Redlands Bicycle Classic |

## Grands Tours

### Tour de l'Aude
- 2004 : 3e.

### Tour d'Italie
- 2003 : 2e de la 9e étape.

### Grande boucle
- 2002 : 10e.

## Classement UCI
| Année          | 2001 | 2002 | 2003 | 2004 | 2005 | 2006 |
| Classement UCI | 17e  | 34e  | 29e  | 70e  | 89e  | 113e |